# Aspilota styriaca
Aspilota styriaca är en stekelart som beskrevs av Fischer 1973. Aspilota styriaca ingår i släktet Aspilota och familjen bracksteklar. Inga underarter finns listade.